# Colletes patellatus
Colletes patellatus är en biart som beskrevs av Pérez 1905. Colletes patellatus ingår i släktet sidenbin, och familjen korttungebin. Inga underarter finns listade i Catalogue of Life.